# Polish music charts
Le Polish music charts sono due classifiche ufficiali di album e sette classifiche di singoli in Polonia, fornite dall'ente Związek Producentów Audio-Video, la società polacca dell'industria fonografica.
La prima, la Top 100, è una classifica mensile basata sui dati ricevuti dalle società degli album. La seconda, la classifica OLiS, è una classifica settimanale basata sui dati delle vendite al dettaglio. La terza, la classifica ufficiale airplay polacca, viene fornita dalla Nielsen Music Control Airplay Services. Le prime cinque posizioni della classifica airplay sono pubblicate sul sito ufficiale della Nielsen Music ogni settimana.
Dal 2010 la Związek Producentów Audio-Video pubblica delle versioni estese della Polish Airplay sul proprio sito ufficiale:
- Classifica Airplay – i brani più popolari sulle stazioni musicali polacche (radio e TV);
- Classifica Video – i più popolari videoclip su MTV Polska, VIVA Polska, VH1 Polska e 4fun.tv;
- Polish Club – i brani più popolari nei club;
- Classifica Airplay – Novità – i nuovi singoli più popolari questa settimana;
- Classifica Airplay – Su! – le maggiori scalate di classifica questa settimana;
- Classifica Top Store 50 – i brani più popolari suonati nei negozi di musica/centri commerciali (due classifiche).